# Mark Bell
Mark E. Bell (Wichita, 30 agosto 1957) è un ex giocatore di football americano statunitense che ha giocato nei ruoli di defensive end e tight end nella National Football League (NFL). Fu scelto nel corso del quarto giro (102º assoluto) del Draft NFL 1979 dai Seattle Seahawks. Al college giocò a football all'Università statale del Colorado.

## Carriera professionistica
Bell fu scelto nel corso del quarto giro del Draft 1979 dai Seattle Seahawks. Rimase con essi fino alla stagione 1982 giocando sia in attacco che in difesa in 41 partite. Nel 1983 passò ai Baltimore Colts che l'anno successivo si trasferirono a Indianapolis disputando complessivamente 23 partite nelle ultime due stagioni della carriera.

## Statistiche
| Partite totali | 64  |
| Sack           | 1,0 |
| Intercetti     | 0   |